# Susan Muskee
Susan Muskee (Deventer, 4 maart 1993) is een Nederlands auteur, stemacteur en podcastmaker. Zij schrijft voornamelijk feelgoodromans. Daarnaast werkt zij als stemacteur voor het inspreken van luisterboeken voor diverse bedrijven, onder meer Kobo en Storytel.
Haar roman Alle ogen op Mia speelt zich af in Zeehondencentrum Pieterburen.